# Rondeau-Bord du lac (Aix-les-Bains)
Rondeau-Bord du lac est un quartier résidentiel défini par l'Insee situé à l'est d'Aix-les-Bains, dans le département de la Savoie, en région Auvergne-Rhône-Alpes.
Le quartier est implanté sur la partie basse de la ville (centre-ouest) et à proximité du lac du Bourget.

## Histoire
Le quartier, rural il y a plusieurs siècles, s'est progressivement urbanisé avec l'augmentation de la population d'Aix-les-Bains et, d'une manière générale, par effet d'étalement urbain autour du lac du Bourget.
Le cœur du quartier s'est principalement développé au XIXe siècle et XXe siècle. Néanmoins, de nouveaux lotissements sont apparus au XXIe siècle, comme celui de l'allée promenade des bords du lac.

## Socio-économie
Selon la méthode développée par l'Insee des Ilots Regroupés pour l'Information Statistique (IRIS), le revenu disponible médian par UC est de 24 170 € en 2018. Le taux de chômage s'élevait à 10,9 % en 2012.

## Principaux lieux

### Santé
- Hôpital général d'Aix-les-Bains (Centre hospitalier Métropole Savoie)[5]
- Clinique Gustav Zander[5]

### Enseignement
- École publique de Choudy[6]

### Espaces verts et activités
- Esplanade du Lac
- Petit Port (partie sud du Port de plaisance d'Aix-les-Bains)
- Aquarium du Lac du Bourget
- Plage municipale et centre nautique
- Auberge de jeunesse municipale[7]